# Palacio de Justicia de Estocolmo
El Palacio de Justicia de Estocolmo (en sueco: Stockholms rådhus) es un edificio situado en Kungsholmen, en el centro de Estocolmo, Suecia. Está conectado a la sede de la policía de Estocolmo mediante una pasarela peatonal subterránea. Alberga el Tribunal del Distrito de Estocolmo.
El edificio fue diseñado en estilo romántico nacionalista y construido entre 1909 y 1915. Su arquitectura estaba influida por los castillos de la época Vasa y recuerda al Castillo de Vadstena.
Un incendio destruyó la tercera planta del ala sur-izquierda del edificio en junio de 2008.